# Noordse marmerbladroller
De noordse marmerbladroller (Apotomis infida) is een vlinder uit de familie bladrollers (Tortricidae). De wetenschappelijke naam is voor het eerst geldig gepubliceerd in 1926 door Heinrich.
De soort komt voor in Europa.